# Gran Premio motociclistico di Svezia 1981
Il Gran Premio motociclistico di Svezia è stato il tredicesimo e penultimo appuntamento del motomondiale 1981. Si è svolto il 16 agosto sul circuito di Anderstorp e vi hanno gareggiato le classi 125, 250, 500 e sidecar.
L'anno precedente la gara non si era disputata per problemi economici e si è tornati ad Anderstorp dopo che l'edizione precedente della corsa si era disputata a Karlskoga.
In Svezia sono stati assegnati matematicamente i due titoli ancora in discussione. Quello della classe regina è stato infatti appannaggio di Marco Lucchinelli, nonostante in questa gara sia giunto solo al nono posto; tra le motocarrozzette invece la quarta vittoria consecutiva ha assegnato il terzo iride nel Motomondiale allo svizzero Rolf Biland e il secondo al suo passeggero, il connazionale Kurt Waltisperg.
Oltre a Biland e Waltisperg, gli altri vincitori nelle gare disputate sono stati Barry Sheene in 500, Anton Mang in 250 e Ricardo Tormo in 125.

## Classe 500
Nella gara delle 500 si è imposto il britannico Barry Sheene, tornato al successo dopo quasi due anni, che ha preceduto due piloti olandesi, Boet van Dulmen e Jack Middelburg.
Curiosamente il podio della gara è stato composto dagli stessi tre piloti che già l'avevano occupato nell'edizione di due anni prima, per quanto con i due piloti olandesi nell'ordine inverso.

### Arrivati al traguardo
| Pos. | Pilota              | Moto       | Tempo    | Griglia | Punti |
| ---- | ------------------- | ---------- | -------- | ------- | ----- |
| 1    | Barry Sheene        | Yamaha     | 55.24.04 | 1       | 15    |
| 2    | Boet van Dulmen     | Yamaha     | 55.25.26 | 10      | 12    |
| 3    | Jack Middelburg     | Suzuki     | 56.02.56 | 5       | 10    |
| 4    | Kork Ballington     | Kawasaki   | 56.14.53 | 8       | 8     |
| 5    | Graeme Crosby       | Suzuki     | 56.15.33 | 6       | 6     |
| 6    | Marc Fontan         | Yamaha     | 56.20.14 | 7       | 5     |
| 7    | Franco Uncini       | Suzuki     | 56.20.47 | 12      | 4     |
| 8    | Seppo Rossi         | Suzuki     | 56.21.07 | 17      | 3     |
| 9    | Marco Lucchinelli   | Suzuki     | 56.44.53 | 2       | 2     |
| 10   | Bernard Fau         | Suzuki     | 56.47.36 | 13      | 1     |
| 11   | Graziano Rossi      | Suzuki     | +1 giro  | 14      |       |
| 12   | Lars Johansson      | Suzuki     | +1 giro  | 24      |       |
| 13   | Randy Mamola        | Suzuki     | +1 giro  | 4       |       |
| 14   | Børge Nielsen       | Lombardini | +1 giro  | 21      |       |
| 15   | Steve Parrish       | Yamaha     | +1 giro  | 19      |       |
| 16   | Sergio Pellandini   | Suzuki     | +1 giro  | 28      |       |
| 17   | Philippe Coulon     | Suzuki     | +2 giri  | 16      |       |
| 18   | Kimmo Kopra         | Suzuki     | + 2 giri | 22      |       |
| 19   | Åke Grahn           | Yamaha     | + 2 giri | 9       |       |
| 20   | Alain Röthlisberger | Suzuki     | + 3 giri | 27      |       |
| 21   | Peter Sköld         | Suzuki     | + 3 giri | 26      |       |
| 22   | Peter Sjöström      | Suzuki     | + 9 giri | 25      |       |

### Ritirati
| Pilota             | Moto       | Motivo | Griglia |
| ------------------ | ---------- | ------ | ------- |
| Kenny Roberts      | Yamaha     |        | 3       |
| Bengt Slydal       | Suzuki     |        | 15      |
| Michel Frutschi    | Yamaha     |        | 11      |
| Christian Sarron   | Yamaha     |        | 18      |
| Gianni Rolando     | Lombardini |        | 23      |
| Giovanni Pelletier | Morbidelli |        | 29      |
| Sadao Asami        | Yamaha     |        | 30      |
| Guido Paci         | Yamaha     |        | 20      |

## Classe 250
Ennesima vittoria dell'anno del pilota tedesco Anton Mang, la nona su undici presenze della classe e corredata di pole position e giro più veloce. Alle sue spalle lo svizzero Roland Freymond e il francese Jean-François Baldé.

### Arrivati al traguardo
| Pos. | Pilota                 | Moto      | Tempo    | Griglia | Punti |
| ---- | ---------------------- | --------- | -------- | ------- | ----- |
| 1    | Anton Mang             | Kawasaki  | 43.59.23 | 1       | 15    |
| 2    | Roland Freymond        | Ad Majora | 44.15.27 | 3       | 12    |
| 3    | Jean-François Baldé    | Kawasaki  | 44.18.32 | 2       | 10    |
| 4    | Jean-Louis Guignabodet | Kawasaki  | 44.29.18 | 12      | 8     |
| 5    | Jean-Louis Tournadre   | Yamaha    | 44.32.41 | 7       | 6     |
| 6    | Christian Estrosi      | Pernod    | 44.33.14 | 11      | 5     |
| 7    | Martin Wimmer          | Yamaha    | 44.33.38 | 9       | 4     |
| 8    | Didier de Radiguès     | Yamaha    | 44.39.26 | 6       | 3     |
| 9    | Richard Schlachter     | Yamaha    | 44.55.04 | 16      | 2     |
| 10   | Bengt Elgh             | Yamaha    | 45.05.03 | 17      | 1     |
| 11   | Jean-Marc Toffolo      | Rotax     | 45.15.39 | 5       |       |
| 12   | Alan North             | Yamaha    | 45.21.42 | 8       |       |
| 13   | Eero Hyvärinen         | Yamaha    | 45.24.27 | 27      |       |
| 14   | Franco Marchegiani     | MBA       | 45.29.21 | 29      |       |
| 15   | Frédérigue Duval       | Yamaha    | 45.41.03 | 10      |       |
| 16   | Peter Lindén           | Yamaha    | 45.46.54 | 30      |       |
| 17   | Göran Tunhage          | Yamaha    | 1 giro   | 23      |       |
| 18   | Karl-Thomas Grässel    | Yamaha    |          | 25      |       |
| 19   | Hervé Guilleux         | Rotax     |          | 26      |       |
| 20   | Tony Head              | Rotax     |          | 18      |       |
| 21   | Bruno Lüscher          | Yamaha    |          | 28      |       |

### Ritirati
| Pilota            | Moto      | Motivo | Griglia |
| ----------------- | --------- | ------ | ------- |
| Patrick Fernandez | Yamaha    |        | 4       |
| Pierre Bolle      | Yamaha    |        | 13      |
| André Gouin       | Yamaha    |        | 14      |
| Paolo Ferretti    | Ad Majora |        | 15      |
| Per-Olof Ogeborn  | Kentaco   |        | 19      |
| Gerhard Singer    | Yamaha    |        | 20      |
| Jan Bäckström     | Yamaha    |        | 24      |
| Eilert Lundstedt  | Yamaha    |        | 22      |
| August Auinger    | Rotax     |        | 21      |

## Classe 125
Nell'ottavo di litro, assente il campione mondiale Ángel Nieto, si è imposto il suo connazionale spagnolo Ricardo Tormo che ha preceduto il francese Guy Bertin e il venezuelano Ivan Palazzese.

### Arrivati al traguardo
| Pos. | Pilota             | Moto      | Tempo    | Griglia | Punti |
| ---- | ------------------ | --------- | -------- | ------- | ----- |
| 1    | Ricardo Tormo      | Sanvenero | 47.19.22 | 3       | 15    |
| 2    | Guy Bertin         | Sanvenero | 47.46.35 | 5       | 12    |
| 3    | Ivan Palazzese     | MBA       | 47.51.31 | 2       | 10    |
| 4    | Pier Paolo Bianchi | MBA       | 48.15.18 | 1       | 8     |
| 5    | Loris Reggiani     | Minarelli | 48.48.38 | 10      | 6     |
| 6    | Anton Straver      | MBA       | 48.52.13 | 19      | 5     |
| 7    | Hugo Vignetti      | MBA       | 48.56.12 | 11      | 4     |
| 8    | Hans Müller        | MBA       | 49.08.29 | 9       | 3     |
| 9    | Johnny Wickström   | MBA       | 49.12.36 | 14      | 2     |
| 10   | Erich Klein        | MBA       | 49.13.16 | 21      | 1     |
| 11   | Stefan Janssen     | MBA       | 1 giro   | 20      |       |
| 12   | Frédéric Michel    | MBA       |          | 29      |       |
| 13   | Boy van Erp        | MBA       |          | 31      |       |
| 14   | Thierry Noblesse   | MBA       |          | 16      |       |
| 15   | Håkan Olsson       | Starol    |          | 24      |       |
| 16   | Lucio Pietroniro   | MBA       |          | 23      |       |
| 17   | Alex Bedford       | Honda     |          | 30      |       |
| 18   | Tore Alexandersson | MBA       |          | 28      |       |
| 19   | Yves Dupont        | MBA       |          | 12      |       |

### Ritirati
| Pilota              | Moto       | Motivo | Griglia |
| ------------------- | ---------- | ------ | ------- |
| Henry Riedel        | MBA        |        | 26      |
| Per Larsen          | MBA        |        | 6       |
| Jan Bäckström       | MBA        |        | 17      |
| Ilkka Jaakkola      | MBA        |        | 25      |
| Jean-Claude Selini  | MBA        |        | 8       |
| Maurizio Vitali     | MBA        |        | 7       |
| Per-Edvard Carlsson | MBA        |        | 18      |
| Alfred Waibel       | MBA        |        | 22      |
| Willy Pérez         | MBA        |        | 13      |
| Michel Galbit       | MBA        |        | 15      |
| Jacques Bolle       | Motobécane |        | 4       |

### Non partito
| Pilota        | Moto |
| ------------- | ---- |
| Reiner Koster | MBA  |

## Classe sidecar
Tra le motocarrozzette l'equipaggio Rolf Biland-Kurt Waltisperg ottiene la quarta vittoria consecutiva e porta il suo vantaggio in classifica su Alain Michel-Michael Burkhard a 18 punti, divenendo quindi matematicamente campione con una gara d'anticipo. La corsa vede inizialmente andare in testa i campioni uscenti Jock Taylor-Benga Johansson, superati però al secondo giro da Biland e in seguito anche da Michel, in rimonta dopo una brutta partenza; il francese una volta ottenuto il secondo posto non riesce a impensierire il leader che può gestire il vantaggio fino al traguardo.
A un GP dal termine, dietro a Biland primo con 112 punti, la classifica vede Michel a 94 e Taylor a 87. 

### Arrivati al traguardo (posizioni a punti)[3]
| Pos | Pilota           | Passeggero       | Moto          | Tempo     | Punti |
| --- | ---------------- | ---------------- | ------------- | --------- | ----- |
| 1   | Rolf Biland      | Kurt Waltisperg  | LCR-Yamaha    | 40'16"45  | 15    |
| 2   | Alain Michel     | Michael Burkhard | Seymaz-Yamaha | 40'24"253 | 12    |
| 3   | Jock Taylor      | Benga Johansson  | Fowler-Yamaha | 40'53"831 | 10    |
| 4   | Masato Kumano    | Kunio Takeshima  | LCR-Yamaha    | 41'17"717 | 8     |
| 5   | Werner Schwärzel | Andreas Huber    | Seymaz-Yamaha | 41'18"524 | 6     |
| 6   | Derek Jones      | Brian Ayres      | ?-Yamaha      | 41'33"134 | 5     |
| 7   | Michel Vanneste  | Serge Vanneste   | Seymaz-Yamaha | 42'00"411 | 4     |
| 8   | Patrick Thomas   | Jean-Marc Fresc  | Seymaz-Yamaha | 42'01"288 | 3     |
| 9   | Egbert Streuer   | Jouko Leppänen   | LCR-Yamaha    | +1 giro   | 2     |
| 10  | Jesco Höckert    | Thomas Riedel    | Busch-Yamaha  | +1 giro   | 1     |